# 翡翠水庫
翡翠水庫是台灣臺北都會區的主要水庫，位於新店溪支流北勢溪之上，距臺北市區約30公里。主要配合臺北自來水事業處為台北市全境及新北市新店區、永和區、中和區、三重區、汐止區部分地區供水。庫區範圍涵蓋新北市新店區、石碇區與坪林區，總容量約4億6百萬立方公尺，為臺灣第二大，僅次於曾文水庫。集水區範圍則涵蓋新北市新店區、石碇區、坪林區與雙溪區，總面積303平方公里。
北勢溪、南勢溪和大漢溪為其供應臺北都會區用水的主要來源，並附帶發電效益；但與同樣供給臺北都會區公共用水的石門水庫不同的是，翡翠水庫由臺北市政府設置臺北翡翠水庫管理局管理，且不開放觀光，若要進入庫區需經過登記申請許可。翡翠水庫集水區依《都市計畫法》劃定為台北水源特定區，是台灣目前唯一水源特定區。由經濟部水利署臺北水源特定區管理分署負責管理，水庫周邊屬限制開發，是全臺水庫集水區管制最嚴格的，有效蓄水率維持在八成以上，並為了永續發展，不輕易允許開發。

## 沿革

### 背景
翡翠水庫的開發主要目的是做為臺北都會區長期水源，是大臺北地區自來水第四期建設計畫中之水源工程，於1971年開始規劃，並在1972年完成初步研究報告，1974年完成可行性報告，1978年時任臺北市市長林洋港任內年完成定案研究報告後，確認壩址岩盤堅實安全無虞。遂於1979年1月經行政院會議正式核定通過，同年5月由臺北市政府成立臺北翡翠水庫建設委員會負責計畫推動，工程部分委託臺灣電力公司辦理，並由當時中興工程顧問社設計監造，榮民事業工程處負責施工。

### 興建
1979年8月，時任臺北市市長李登輝任內，翡翠水庫的興建工程正式開工，集水後陸續淹沒了北勢溪原有的翡翠谷、鷺鷥潭、鸕鷀潭、鯉魚潭、濛濛谷、太陽谷、火燒樟溪等許多景點，因當時當地居民不多，遷村工作較為容易。另外為了管理維護新店溪（含北勢溪、南勢溪）青潭堰上游集水區，臺灣省政府於1984年設置「臺北水源特定區管理委員會」（簡稱水源會）。1987年6月，興建工程完工，施工期間總共八年。完工後由臺北市政府成立臺北翡翠水庫管理局負責運轉及維護。
1999年，因應俗稱「凍省」的臺灣省虛級化的二級地方行政改造，臺灣省政府臺北水源特定區管理委員會改隸中華民國經濟部，2002年改制為經濟部水利署臺北水源特定區管理局，2023年更名經濟部水利署臺北水源特定區管理分署。

## 設施

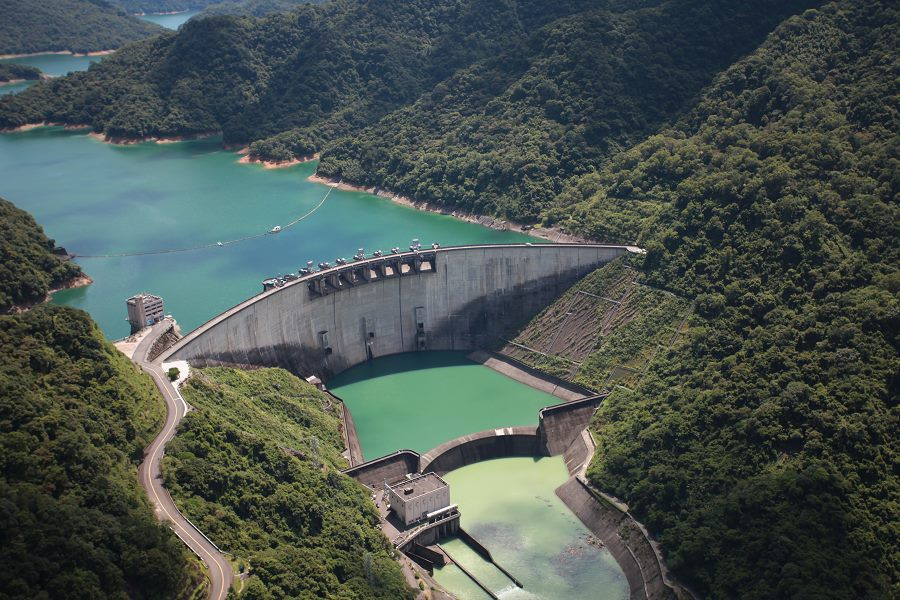
翡翠水庫壩體，下方建築即為桂山發電廠翡翠分廠

### 主壩
翡翠水庫主壩為三心雙向彎曲變厚度混凝土拱壩，壩高122.5公尺，體積703,675立方公尺，壩頂長度510公尺，寬度7公尺，標高172.5公尺，於1979年8月動工，1987年6月完工。壩頂設有八座溢洪道，以弧形閘門控制啟閉；壩體中央有三座沖刷隧道開口，壩旁山體底部則另有排洪隧道。設計總排洪流量為每秒9,870立方公尺。
大壩耐震設計為0.4g，可承受震度七級地震。大壩內部並裝設有多個各項監測儀器，監視壩體的應力、溫度與滲水等情況。大壩前方有一副壩及落水池；落水池水深33公尺，以降低排洪時落水的衝擊，避免壩基受損。
水庫引水道之出水，會經由大壩底部的翡翠電廠，帶動渦輪發電。翡翠電廠設有7萬仟瓦容量之發電機組，年平均發電量2億2,000萬度。

#### 發電廠
翡翠水庫於大壩之下設有一座川流式 - 水庫式水力發電站，並且。該發電廠歸屬在臺電公司桂山發電廠旗下，臺電正式名稱為桂山發電廠翡翠分廠，其發電廠以無人方式自動運作，行政、遙控中心則設在桂山發電廠本部。

### 水庫

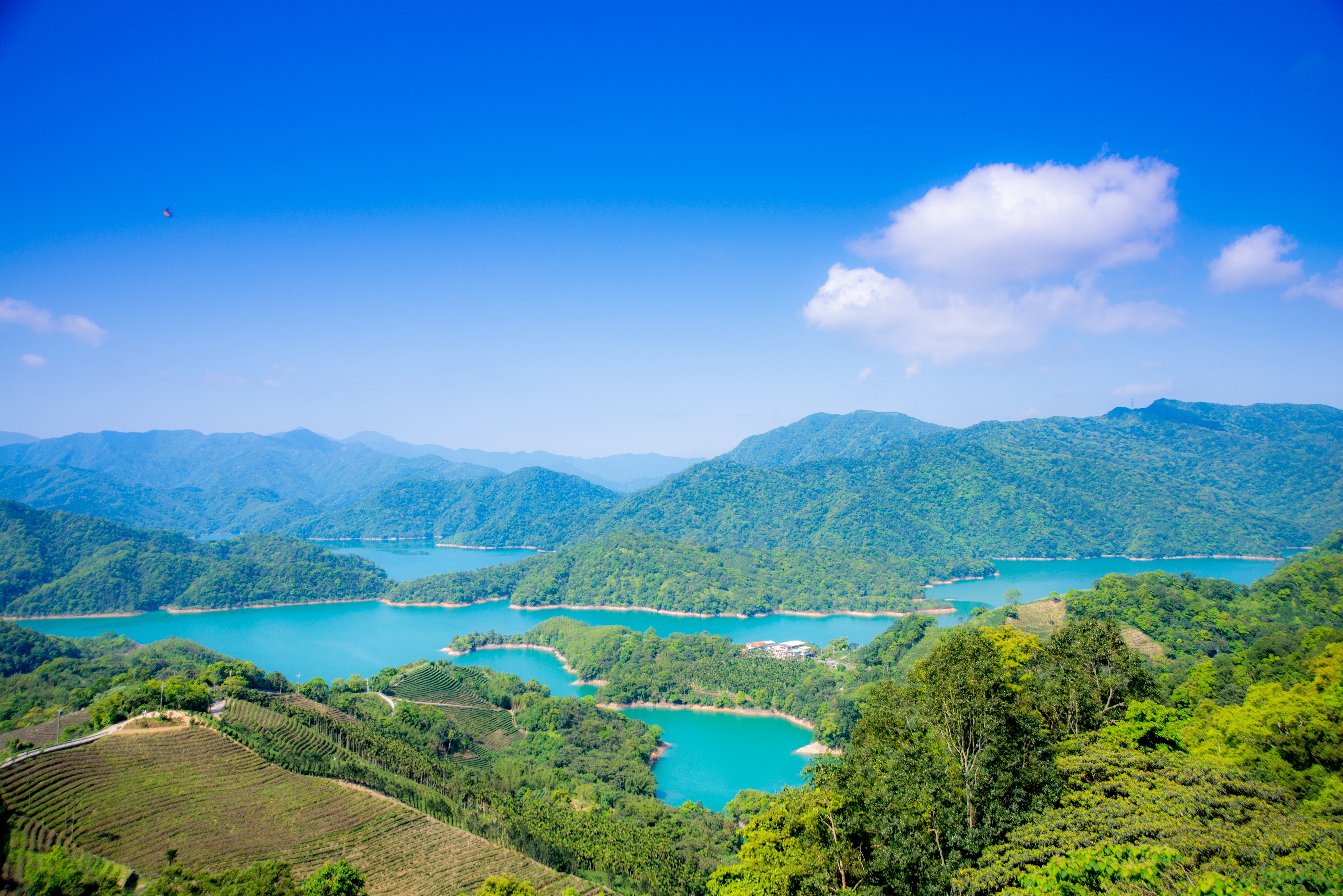
翡翠水庫庫區

翡翠水庫蓄水，滿水時面積達1,024公頃，迴水長度23公里，最高常水位170公尺，最深處113.5公尺，總蓄水量4億600萬立方公尺。水庫完成後，在臺北自來水系統兩處主要取水口（直潭堰及青潭堰）之可靠取水量為每秒40立方公尺（相當於每日345萬立方公尺），可滿足計畫目標年2030年（民國119年）自來水供應所需水源之要求。
臺北都會區水源以南勢溪為主、翡翠水庫為輔，南勢溪水量不足時翡翠水庫即放水至北勢溪，水流與南勢溪匯聚到新店溪後，在直潭堰、青潭堰取水。
- 集水面積：303平方公里
- 最高常水位標高：170公尺
- 最大可能洪水位：171公尺
- 滿水位面積：1,024公頃
- 總蓄水量：406,000,000立方公尺
- 計畫有效蓄水量：327,000,000立方公尺（淤積50年後）
- 現在有效蓄水量：335,510,000立方公尺（2009年）
- 計畫年運用水量：1,261,440,000立方公尺
- 壩型：雙向彎曲變厚度混凝土拱壩
- 壩頂標高：172.5公尺
- 最大壩身高度：122.5公尺
- 壩頂長度：510公尺
- 壩頂寬度：7公尺
- 壩體體積：703,675立方公尺
- 副壩（混凝土拱壩）：長242公尺、高25公尺
- 溢洪道型式：臥箕式
- 溢洪道設計溢洪量：7,670立方公尺/秒
- 溢洪道控制水門型式：弧形閘門8座，各寬14公尺、高9.3公尺
- 出水工型式：河道放水口（直徑1.6公尺）
- 河道放水口設計流量：47立方公尺/秒
- 河道放水口控制水門型式：環滑閘門及何本閥
- 排砂道型式：沖刷道三道，寬2.5公尺、高3.0公尺、長26公尺
- 沖刷道控制水門型式：固定輪控制閘門3座，各寬2.5公尺、高3公尺及擋水閘門
- 排洪隧道：297.25公尺（直徑10公尺）
- 排洪設施設計流量：9,870立方公尺/秒
- 最大可能洪水量：10,500立方公尺/秒。
- 工程費：11,450,000,000元（中央補助新臺幣39億元；北市自籌新臺幣75億元）
- 其他附屬設施：70,000千瓦半地下式鋼筋混凝土電廠乙座，發電機一組
- 發電最大用量：102立方公尺/秒
- 自來水：滿足2030年自來水需求
- 發電：平均每年222,700,000度
- 供應範圍：大台北地區包含臺北市全部，新北市新店區全部、永和區全部、中和區員山路以東、板橋區（僅溪崑六里尚未納入）[4]、汐止區七里（北山、橫科、宜興、福山、東勢、忠山及環河等七里）、三重區二重疏洪道以東地區，未來將配合「板新地區供水改善計畫二期工程」進度擴大供水到新北市其他地區，新北市將有更多民眾能共同飲用翡翠水。

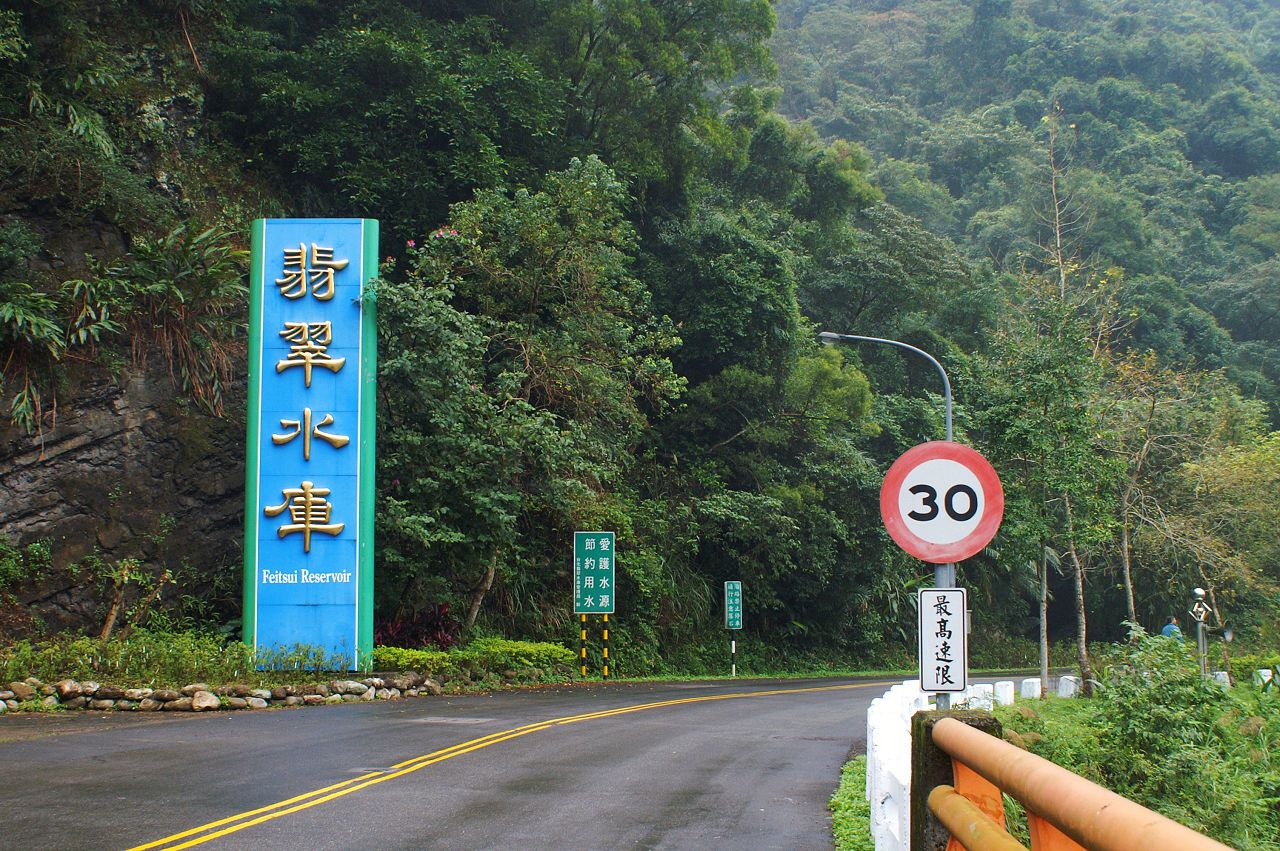
翡翠水庫入口
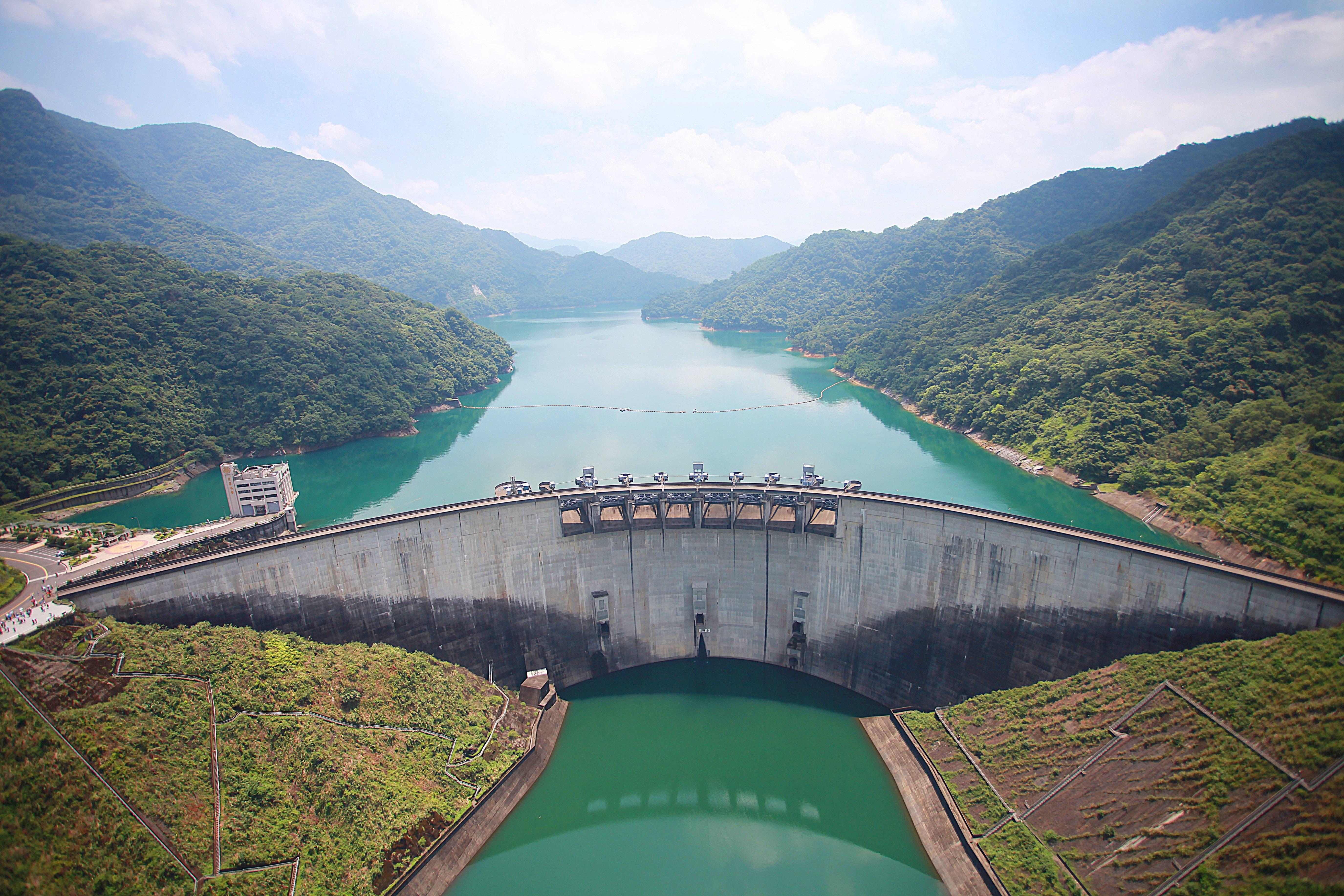
翡翠水庫主壩
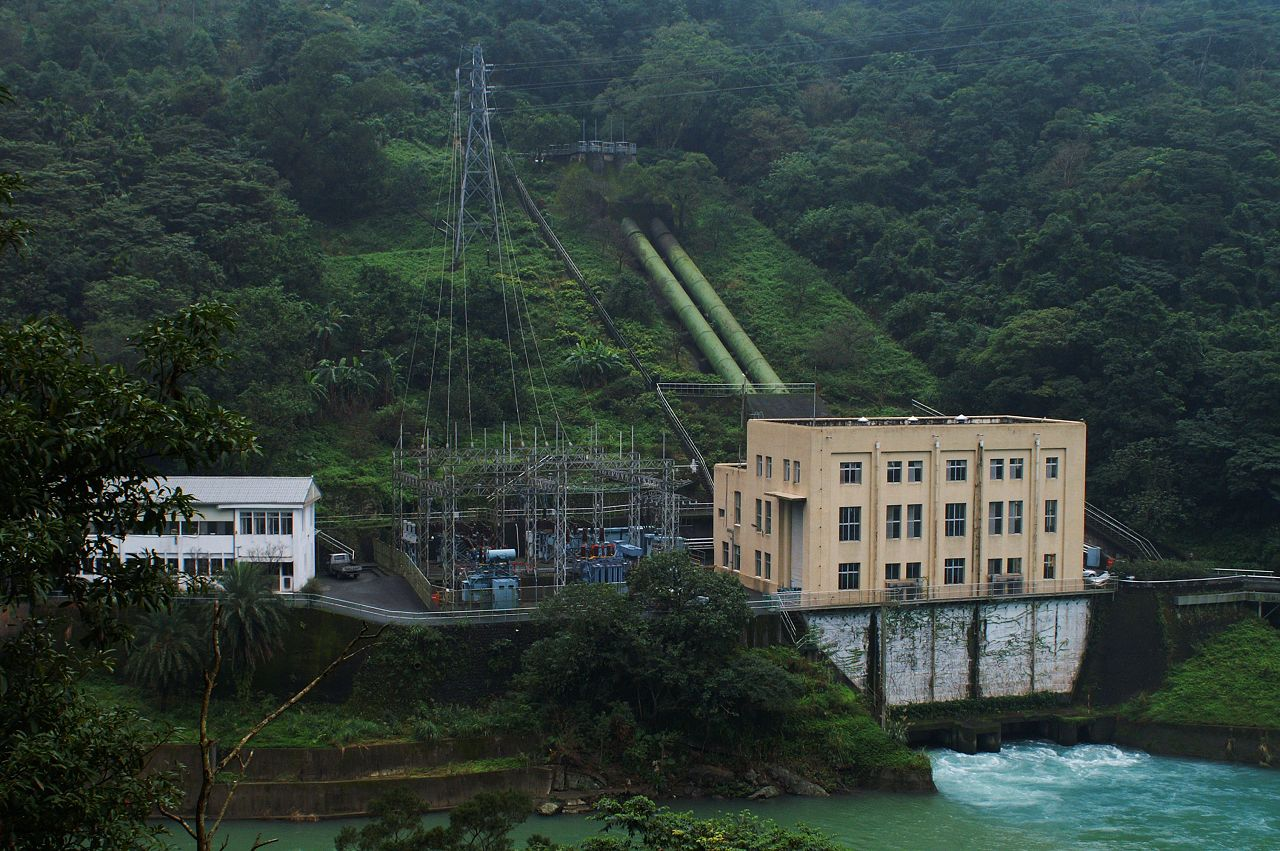
桂山發電廠桂山機組
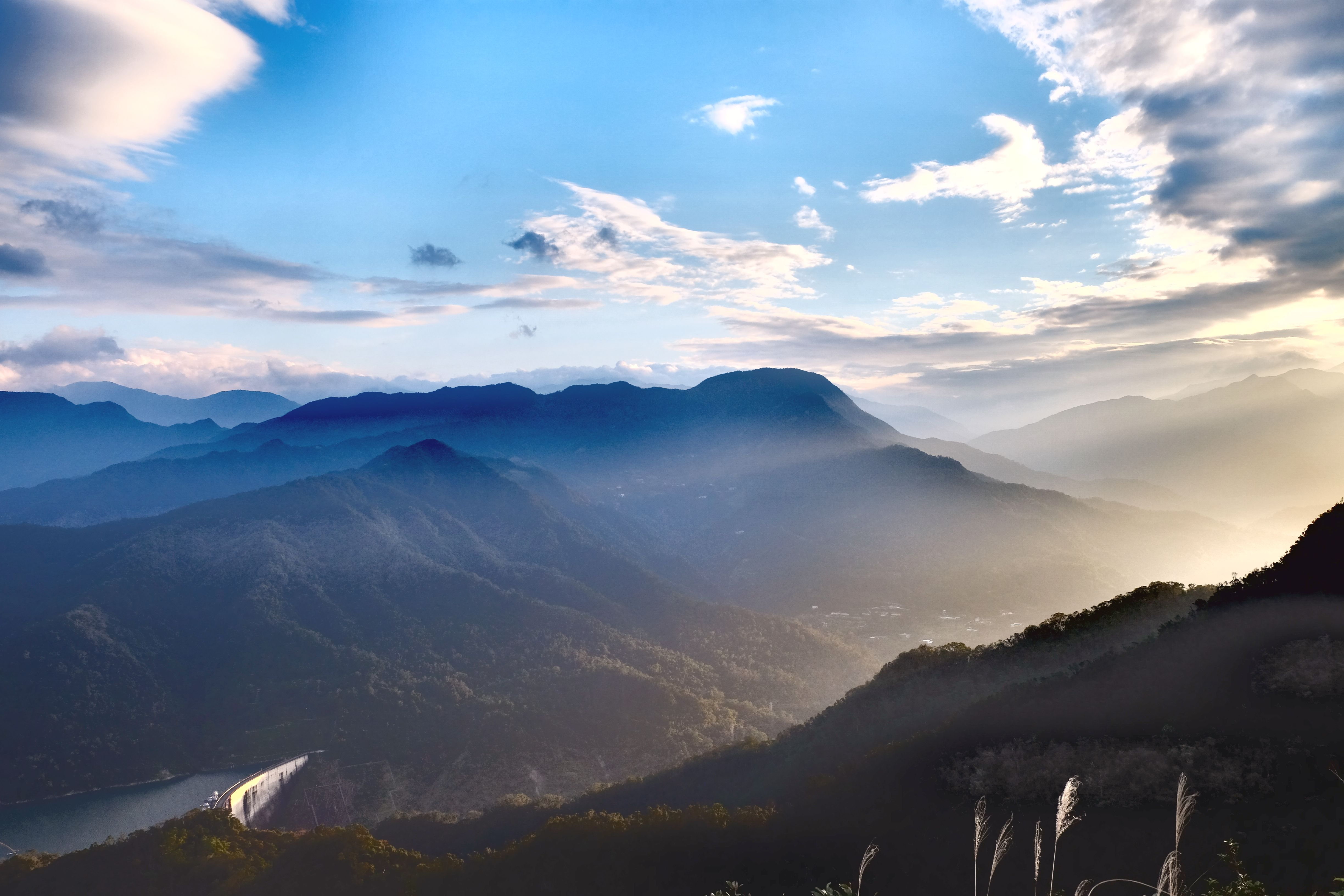
翡翠勝景夕陽映壩

## 影響
優點是供平時供水及颱洪調節水庫水位之用；以水力綠能發電方式，相對可減少約11萬公噸二氧化碳排放量；提供生物棲息地。
缺點是翡翠水庫選址於北勢溪上游，原有的旅遊景點也因沉於水中而消失。同時，翡翠水庫也淹沒了烏來杜鵑的唯一野外棲地。烏來杜鵑雖因原地、異地復育等搶救措施而免於絕種，但當地已30年無採集記錄，自然原生的烏來杜鵑可說完全消失，最後經過行政院農業委員會特有生物研究保育中心、臺北翡翠水庫管理局和復育人士的共同努力，才又恢復原樣。

## 外部連結
- （繁體中文）臺北翡翠水庫管理局 （页面存档备份，存于）
- （繁體中文）經濟部水利署臺北水源特定區管理局 （页面存档备份，存于）
- 翡翠水庫-新北市觀光旅遊網 （页面存档备份，存于）
- 經濟部水利署北區水資源局全球資訊網-翡翠水庫 （页面存档备份，存于）
- 經濟部水利署全球資訊網-翡翠水庫 （页面存档备份，存于）